# Okręg Schwerin
Okręg Schwerin (niem. Bezirk Schwerin) – okręg administracyjny w dawnej Niemieckiej Republice Demokratycznej.

## Geografia
Okręg położony w północno-zachodniej części NRD. Graniczył od południa z okręgiem Magdeburg i okręgiem Poczdam, od wschodu z okręgiem Neubrandenburg a od północy z okręgiem Rostock oraz od zachodu z RFN.

### Podział
- Schwerin
- Powiat Bützow
- Powiat Gadebusch
- Powiat Güstrow
- Powiat Hagenow
- Powiat Ludwigslust
- Powiat Lübz
- Powiat Parchim
- Powiat Perleberg
- Powiat Schwerin
- Powiat Sternberg

## Polityka

### Przewodniczący rady okręgu
- 1952–1958 Wilhelm Bick (ur. 1903 zm. 1980)
- 1958–1960 Josef Stadler (ur. 1906 zm. 1984)
- 1960–1968 Michael Grieb (ur. 1921)
- 1968–1989 Rudi Fleck (ur. 1930)
- 1989–1990 Georg Diederich (Regierungsbevollmächtigter)

### I sekretarzSEDokręgu
- 1952–1974 Bernhard Quandt (ur. 1903 zm. 1999)
- 1974–1989 Heinz Ziegner (ur. 1928)
- 1989–1990 Hans Joachim Audehm (ur. 1940)